# Ellero
Der Ellero ist ein 35 km (nach anderen Quellen 58 km) langer Fluss in der Provinz Cuneo im unteren Piemont. Er ist ein Nebenfluss des Tanaro im Flusssystem  des Po.
Der Ellero entspringt in den Ligurischen Alpen auf etwa 2000 m Meereshöhe östlich der Punta Marguareis. Teilweise ein Wildbach, hat er im Oberlauf ein starkes Gefälle. Hier liegt das Schutzgebiet Parco naturale del Marguareis.
Am weiteren Verlauf des Valle Ellero liegen die Orte Roccaforte Mondovì und auf einer breiten Hochebene die Stadt Mondovì. Nach weiteren etwa 10 km mündet der Ellero bei Magliano Alpi in den Tanaro, nur wenige Kilometer oberhalb der Mündung seines westlichen Parallelflusses Pesio.